# سهیلا زلاند
سهیلا زلاند خوانندهٔ اهل افغانستان است. او دختر خواننده و آهنگساز جلیل زلاند و خواهر آهنگساز سرشناس فرید زلاند و خوانندگان شهلا زلاند و وحید زلاند است.
وی با یک ایرانی-آمریکایی ازدواج کرده‌است. آهنگ او وقتی عاشق شوی، توسط بسیاری از خوانندگان ایرانی، به‌ویژه هایده خوانده شده است.